# Walckenaeria cirriceps
Walckenaeria cirriceps är en spindelart som beskrevs av Thaler 1996. Walckenaeria cirriceps ingår i släktet Walckenaeria och familjen täckvävarspindlar.
Artens utbredningsområde är Grekland. Inga underarter finns listade i Catalogue of Life.